# Jean Dieudonné Lion

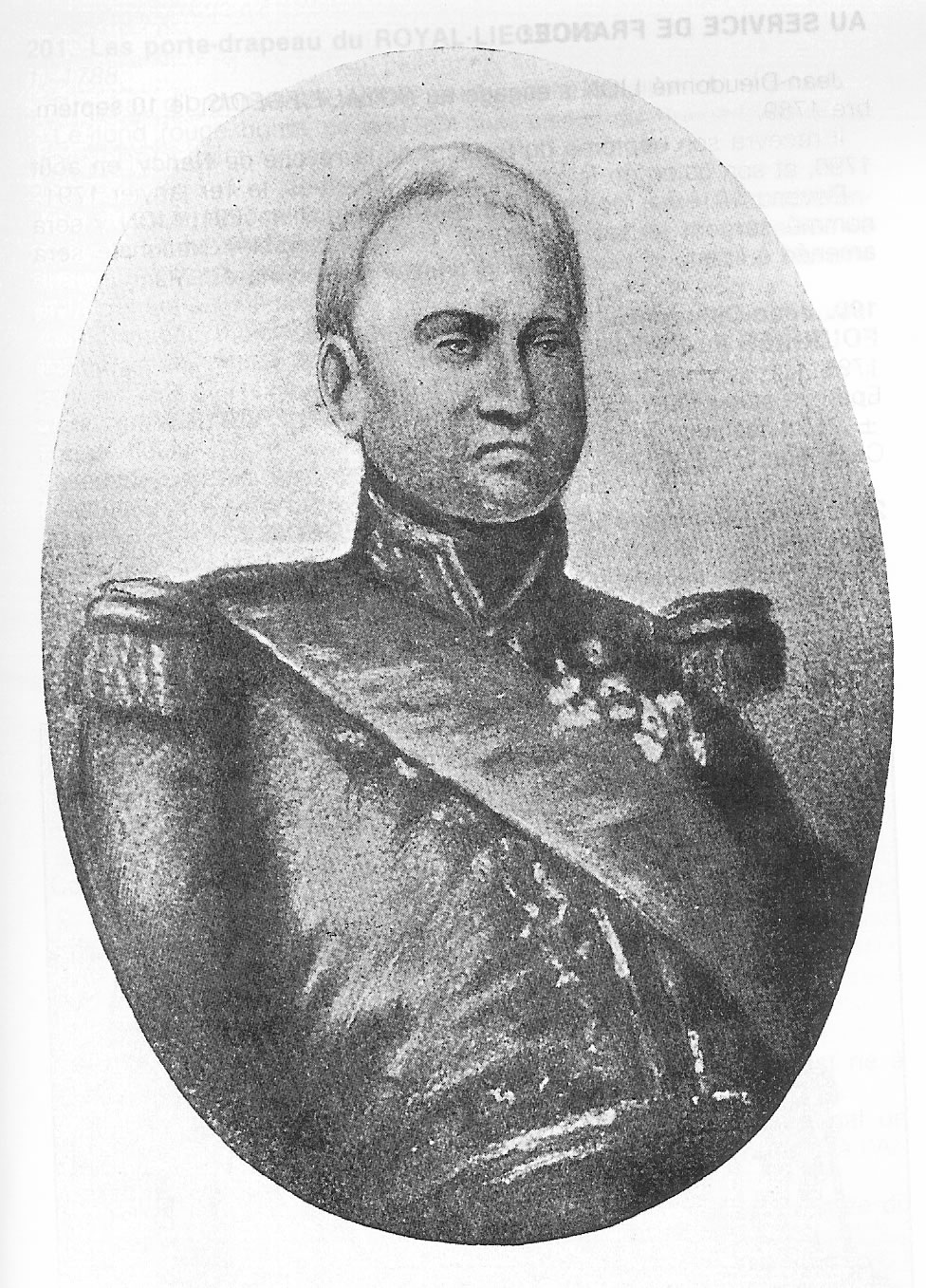
Jean Dieudonné Lion

Jean Dieudonné Lion (Morialmé, 28 oktober 1771 - Châlons-sur-Marne, 8 augustus 1840) was een generaal tijdens de jaren van de Franse Revolutie en in het Franse keizerrijk.

## Levensloop
Lion was eerst soldaat bij Oostenrijkse regimenten:
- 1789: soldaat bij het Régiment Royal-Liégeois,
- 1791: foerier,
- 1792: sergeant en vervolgens adjudant.

Vanaf oktober 1792 sloot hij aan bij revolutionaire Franse troepen en nam deel aan talrijke campagnes, met verschillende Franse troepen, zoals het leger van de Ardennen, het leger van Samber en Maas, het leger van Rijn en Moezel enz. In 1794 werd hij onderluitenant en in 1796 luitenant.
In 1802 behoorde hij tot het kamp van Brugge en kreeg er het bericht dat hij in de Legioen van Eer was opgenomen. Vervolgens behoorde hij tot de Armée du Nord. Daarop nam hij deel aan de campagnes in Pruisen en Polen. In de Slag bij Eylau werd hij gekwetst.
In 1808 maakte hij deel uit van de Grande Armée en nam deel aan de campagnes in Duitsland. In 1809 werd hij officier in het Legioen van Eer en empirebaron. Hij werd tevens bevorderd tot luitenant-kolonel.
Hij kwam gekwetst uit de Slag bij Essling en werd kolonel benoemd bij de Jagers te Paard van de Keizerlijke Wacht. Met dit elitekorps vocht hij in 1812 en 1813 en werd bevorderd tot brigadegeneraal.
Tijdens de laatste gevechten van de campagne van Frankrijk in 1814 werd hij tweemaal gekwetst. Hij bleef in dienst onder het koninkrijk en werd door Lodewijk XVIII vereerd als ridder in de orde van Sint-Lodewijk.
In 1815 behoorde hij tot een regiment dat weigerde zich bij Napoleon aan te sluiten toen de voormalige keizer Frankrijk opnieuw veroverde.
Hij was voortaan commandant in legers die trouw waren aan de Franse monarchie. Na Waterloo werd hij bevorderd tot luitenant-generaal en tot graaf in de Franse adel bevestigd. Hij bleef verder commandoposten bekleden. Van 1830 tot 1836 werd hij inspecteur-generaal van de rijkswacht in enkele militaire gebieden. In 1839 ging hij met rust.
Hij trok zich terug in Châlons-sur-Marne, waar hij overleed.